# Mistrzostwa Świata w Szermierce 1995
Mistrzostwa Świata w Szermierce 1995 – 58. edycja mistrzostw odbyła się po raz trzeci w holenderskim mieście Haga.

## Klasyfikacja medalowa
| Lp. | Państwo   | złoto | srebro | brąz | Razem |
| --- | --------- | ----- | ------ | ---- | ----- |
| 1   | Rosja     | 2     | 2      | –    | 4     |
| 2   | Włochy    | 2     | 1      | 5    | 8     |
| 3   | Francja   | 1     | 3      | 2    | 6     |
| 4   | Węgry     | 1     | 1      | 2    | 4     |
| 5   | Niemcy    | 1     | 1      | 1    | 3     |
| 6   | Rumunia   | 1     | 1      | –    | 2     |
| 7   | Kuba      | 1     | –      | 1    | 2     |
| –   | Polska    | 1     | –      | 1    | 2     |
| 9   | Hiszpania | –     | 1      | –    | 1     |
| 10  | Kolumbia  | –     | –      | 1    | 1     |
| –   | Estonia   | –     | –      | 1    | 1     |
| –   | Ukraina   | –     | –      | 1    | 1     |

## Medaliści

### Mężczyźni
| Złoto                                                                        | Srebro                                                                                     | Brąz                                                                                 |
| Floret                                                                       |                                                                                            |                                                                                      |
| Dmitrij Szewczenko                                                           | José Francisco Guerra                                                                      | Elvis Gregory Serhij Hołubycki                                                       |
| Kuba · Rolando Tucker · Oscar García · Elvis Gregory · Ignacio González      | Rosja · Dmitrij Szewczenko · Anwar Ibragimow · Ilgar Mamiedow · Władisław Pawłowicz        | Polska · Ryszard Sobczak · Piotr Kiełpikowski · Jarosław Rodzewicz · Adam Krzesiński |
| Szpada                                                                       |                                                                                            |                                                                                      |
| Éric Srecki                                                                  | Robert Leroux                                                                              | Sandro Cuomo Mauricio Rivas                                                          |
| Niemcy · Michael Flegler · Arnd Schmitt · Elmar Borrmann · Mariusz Strzałka  | Francja · Éric Srecki · Robert Leroux · Jean-Michel Henry · Hugues Obry                    | Węgry · Géza Imre · Attila Fekete · Krisztián Kulcsár · Iván Kovács                  |
| Szabla                                                                       |                                                                                            |                                                                                      |
| Grigorij Kirijenko                                                           | Felix Becker                                                                               | Luigi Tarantino Antonio Terenzi                                                      |
| Włochy · Luigi Tarantino · Raffaello Caserta · Antonio Terenzi · Marco Marin | Rosja · Stanisław Pozdniakow · Siergiej Szarikow · Grigorij Kirijenko · Aleksandr Szyrszow | Węgry · Bence Szabó · József Navarrete · György Boros · Csaba Köves                  |

### Kobiety
| Złoto                                                                                   | Srebro                                                                                | Brąz                                                                              |
| Floret                                                                                  |                                                                                       |                                                                                   |
| Laura Badea                                                                             | Giovanna Trillini                                                                     | Valentina Vezzali Diana Bianchedi                                                 |
| Włochy · Giovanna Trillini · Valentina Vezzali · Diana Bianchedi · Francesca Bortolozzi | Rumunia · Claudia Grigorescu · Zsofia Lazăr-Szabo · Laura Badea · Elisabeta Tufan     | Niemcy · Anja Fichtel-Mauritz · Sabine Bau · Zita-Eva Funkenhauser · Monika Weber |
| Szpada                                                                                  |                                                                                       |                                                                                   |
| Joanna Jakimiuk                                                                         | Gyöngyi Szalay                                                                        | Laura Flessel Sophie Moressée-Pichot                                              |
| Węgry · Gyöngyi Szalay · Adrienn Hormay · Tímea Nagy · Hajnalka Kiraly                  | Francja · Laura Flessel · Sophie Moressée-Pichot · Valérie Barlois · Sangita Tripathi | Estonia · Maarika Võsu · Merle Esken · Oksana Jermakova · Heidi Rohi              |